# حي البياضة
حي البياضة هو أحد الأحياء الكبيرة في حمص ويبلغ عدد سكانه تقريباً أكثر من مئة ألف نسمة معظمهم أصلهم من البدو، يتميز سكان هذا الحي بتمسكهم بالعادات العربية الأصيلة.منذ حوالي 50 عام كان الحي عبارة عن اراضي زراعية وكروم العنب وكان يوجد فيهاأماكن لاستخراج الكلس من الأرض فكانت هناك مساحات من الأرض بيضاءمن لون الكلس لذلك سميت البياضة.